# Rickson Mansiamina
Luyindula Rickson Mansiamina (sinh ngày 9 tháng 7 năm 1997 ở Bredäng, Stockholm) là một cầu thủ bóng đá người Thụy Điển thi đấu cho AIK ở vị trí tiền vệ. 
Anh thi đấu cho 3 câu lạc bộ Stockholm lúc còn trẻ; Enskede IK, Bagarmossen Kärrtorp BK và Hammarby IF, trước khi gia nhập học viện trẻ AIK năm 2011. Năm 2016, anh đến IFK Helsingfors theo dạng cho mượn và thi đấu 9 trận tại Veikkausliiga.